# Svein Roger Karlsen
Svein Roger Karlsen, född 25 augusti 1960, är en norsk skådespelare. Han har bland annat spelat titelkaraktären i serien Kapten Sabeltand och Johannas pappa Gustav i dramaserien Johnny och Johanna. Båda serierna har visats på Barnkanalen, dubbade till svenska. Som Gustav dubbades han av Magnus Ehrner.

## Filmografi (urval)
- 2005 – Deadline Torp (TV-serie)